# Prénom social
 (juillet 2018).
Si vous disposez d'ouvrages ou d'articles de référence ou si vous connaissez des sites web de qualité traitant du thème abordé ici, merci de compléter l'article en donnant les références utiles à sa vérifiabilité et en les liant à la section « Notes et références ».

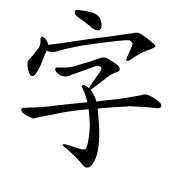
Sinogramme 字 (zi/tseu)

En Chine, le zi (字) ou tseu, ou biaozi (表字), parfois traduit en français par prénom social, prénom de lettré ou prénom de courtoisie, était un pseudonyme que se choisissaient ou que recevaient les Chinois, principalement les hommes — mais occasionnellement aussi les femmes lors de leur mariage — lors de leurs 19 ans et qui servait dans leur vie sociale. Cette tradition millénaire est plus ou moins tombée en désuétude (avec des exceptions notables) depuis le mouvement du 4-Mai et aujourd'hui peu de Chinois portent un zi. Le zi fut également en usage parmi les lettrés des pays où l'influence de la culture chinoise était importante, comme la Corée, le Japon ou le Vietnam.

## Histoire
Selon un passage du Classique des rites, lorsqu'un homme dépasse l'âge adulte, traditionnellement à 19 ans, il est irrespectueux pour ceux de sa génération de l'appeler par son prénom (ming) : seuls ses aînés peuvent le faire. Le prénom donné par les parents devenait tabou et les hommes en arrivant à l'âge adulte se forgeaient donc un zi pour leur vie professionnelle et sociale. Les femmes pouvaient également recevoir un zi dès leurs 14 ans, lorsqu'elles se mariaient. Utiliser le zi était une preuve de respect mutuel et l'on n'utilisait le prénom que pour se désigner soi-même, ce qui était alors un signe de modestie, ou lorsque l'on appartenait à une génération au-dessus de celui à qui on s'adresse.
L'usage du zi a débuté lors de la dynastie Shang et s'est particulièrement répandu durant la dynastie Zhou. À cette époque les femmes recevaient également un zi qui incluait souvent un caractère qui indiquait l'ordre de naissance. Par la suite, le zi était donné aux hommes à l'âge de 19 ans, et parfois aux femmes lorsqu'elles se mariaient.
Lors du mouvement du 4 mai qui visait à rompre avec l'ancien système féodal, de nombreux groupes intellectuels ont critiqué l'usage du zi comme étant un symbole des anciennes traditions, si bien que l'usage du zi est depuis tombé en désuétude.
Certains groupes militent aujourd'hui pour que l'institution du zi soit restaurée. Leur argument principal tient au fait qu'avec une population de près de 1,3 milliard d'habitants, le nombre de personnes ayant le même nom de famille et le même prénom est très élevé, d'autant plus qu'il existe relativement peu de noms de famille en Chine.
Dans le Japon moderne, le zi (nommé azana en japonais) est un prénom lu en on'yomi – lecture sino-japonaise des sinogrammes – utilisé essentiellement par les lettrés et autres académiciens, comme version honorifique du prénom composé (Nanori, aussi appelé Jitsumei). Par exemple : Abe no Seimei (Abe no Haruaki) ou Kan'u Yunchang (Guan Yu Yunchang). Néanmoins, il reste possible aux gens de nommer leurs enfants en utilisant les kanjis qui au Japon sont typiques des azana, comme s'ils étaient des prénoms normaux. Ainsi, avec l'absence par défaut d'un prénom « au milieu »[Quoi ?], que le nom qui suit le nom de famille soit ou pas un azana, il demeure le prénom usuel du citoyen japonais.

## Caractéristiques duzi
Selon le lettré Yan Zhitui de l'époque de la dynastie Qi du Nord (551-577), si le prénom avait pour principale fonction de permettre de distinguer les gens, le zi se devait plus de refléter la valeur morale de son porteur. 
Le zi était très souvent formé de deux sinogrammes et était généralement choisi en relation avec le prénom. Cette relation pouvait porter sur la signification du prénom, par exemple : le militaire Yue Fei, dont le prénom signifie littéralement « voler », avait pour zi Pengju qui signifie « oiseau fabuleux prenant son envol ».
Parfois, la relation avec le prénom se faisait au niveau du radical d'un des sinogrammes composant le prénom. Par exemple, Mao Zedong avait pour zi Runzhi : les caractères Ze et Run (« marais ») s’écrivent avec le radical de l'eau, ils peuvent donc tous deux signifier « humide » (remarquez l'ironie du fait que le "zi" de Mao Runzhi soit cité à titre d'exemple en sa qualité de personnalité chinoise célèbre, alors que lui-même était contre les traditions confucianistes, jugées "réactionnaires").
Il arrivait également que le zi reflète l'ordre de naissance de son porteur : les zi comprenant le sinogramme bo (伯) étaient donnés aux aînés, zhong (仲) aux cadets, shu (叔) aux troisièmes et ji (季) aux benjamins. Les quatre fils du guerrier Sun Jian Wentai sont un exemple de cet usage : l'aîné Sun Ce avait pour zi Bofu, le cadet Sun Quan avait pour zi Zhongmou, le troisième Sun Yi avait pour zi Shubi, et le benjamin Sun Kuang avait pour zi Jizuo. Le  zi de Confucius, Zhongni, est également un exemple de cet usage.
De nombreux zi étaient également construits à l'aide du sinogramme zi (子) qui était un terme de respect.

## Différences avec les autres genres de pseudonymes chinois
Le zi se distingue du hao (traditionnel : 號, simplifié : 号) : tandis que les Chinois n'avaient en général qu'un seul zi qui était considéré comme un véritable nom et utilisé dans les situations officielles, le hao était un pseudonyme qui n'était pas nécessairement unique et que l'on utilisait dans des circonstances bien particulières. En outre, le zi était souvent lié au míng (prénom) ce qui n'est pas nécessairement le cas du hao. Enfin, tandis que le zi était la plupart du temps composé de deux caractères, le hao était souvent plus long.